# Ancistrocladus benomensis
Ancistrocladus benomensis är en tvåhjärtbladig växtart som beskrevs av Rischer och G.Bringmann. Ancistrocladus benomensis ingår i släktet Ancistrocladus och familjen Ancistrocladaceae. Inga underarter finns listade i Catalogue of Life.